# Max-Eyth-Steg
Der Max-Eyth-Steg überquert den Neckar in Stuttgart. Er verbindet den Stadtteil Freiberg im Stadtbezirk Mühlhausen und die Weinberghänge in Steillage am Cannstatter Zuckerle mit dem Naherholungsgebiet Max-Eyth-See. Der Steg und der See sind nach dem Ingenieur, Schriftsteller und Zeichner Max Eyth benannt. Die Durchfahrtshöhe des Steges beträgt 6,30 m.
Die von Schlaich Bergermann Partner und Brigitte Peterhans entworfene Fußgängerhängebrücke wurde von 1987 bis 1989 erstellt. Die rückverankerte Hängebrücke wird von zwei 21,5 m bzw. 24,5 m hohen Stahlrohrmasten getragen, die einen Durchmesser von 71 cm haben. Über die Spitzen dieser Masten sind zwei vollverschlossene, 10,6 cm starke Tragseile geführt, die an weit auseinanderliegenden Ankerblöcken im Boden rückverankert sind. Die Spannweite zwischen den Mastspitzen beträgt 114 m. Die Tragseile sind mit Hängern an den äußeren Rändern der 3,6 m breiten und 30 cm dicken Betonplatte des Gehwegs befestigt. Sie werden dadurch zur Mitte der Brücke hin etwas auseinandergezogen, während die Gehwegplatte etwas nach oben gewölbt ist. Die senkrecht und schräg gespannten Hänger überkreuzen sich mehrfach und bilden eine netzartige Struktur, die der besseren Lastverteilung dient und zum filigranen Aussehen der Brücke beiträgt. Die Gehwegplatte gabelt sich vor dem Mast auf dem flachen Gelände des Naherholungsgebietes, während sie am anderen Ufer vor dem Mast seitlich verschwenkt an den steilen Weg durch den Weinberg anschließt. Die Betonplatte wurde aus zwölf Fertigteilen ohne Gerüste über dem Fluss montiert. 1991 wurde die Brücke mit dem Hugo-Häring-Preis des Bundes Deutscher Architekten ausgezeichnet.